# Berlin (Connecticut)
Berlin város az USA Connecticut államában, Hartford megyében. Lakosainak száma 20 175 fő (2020. április 1.).

## Népesség
A település népességének változása:

| 2010 | 19 866 |
| 2020 | 20 175 |